# Andreas Frömberg
Andreas Frömberg (* 11. Juli 1954 in Syke; † 25. Februar 2018 ebenda) war ein deutscher Bildhauer. Er lebte und arbeitete in Syke-Schnepke (Landkreis Diepholz, Niedersachsen). Er war in seinem Heimatort und national als Bildhauer tätig. Sein bevorzugter Werkstoff war die Bronze.

## Leben
1977 begann Frömberg ein Studium der Bildhauerei an der Hochschule für Kunst und Musik (HKM) in Bremen. Von 1984 bis 1985  war er künstlerischer Leiter einer Bildhauerwerkstatt in der Bremer Justizvollzugsanstalt Oslebshausen.  1984  erfolgte eine Stadtateliergründung in Bremen und  seit 1986  hatte er sein Atelier in Syke-Schnepke. Seit 1985 beteiligte er sich an Bildhauersymposien. Seine Werke befinden sich in privatem und in öffentlichem Besitz.
In Syke befinden sich eine Reihe seiner Skulpturen im öffentlichen Raum.
Frömberg hatte von 1980 bis 1999 17 Ausstellungen in Darmstadt, Bremen, Osnabrück, Oldenburg, Bonn, Kassel, Hamburg, Berlin, Heilbronn, Karlsruhe, Düsseldorf, Hohenberg an der Eger und in Syke.

## Auszeichnungen
- 1992  Preis junger Künstler der Darmstädter Sezession
- 1999  Kulturpreis des Landkreises Diepholz für Bildhauerei

## Werke (Auswahl)

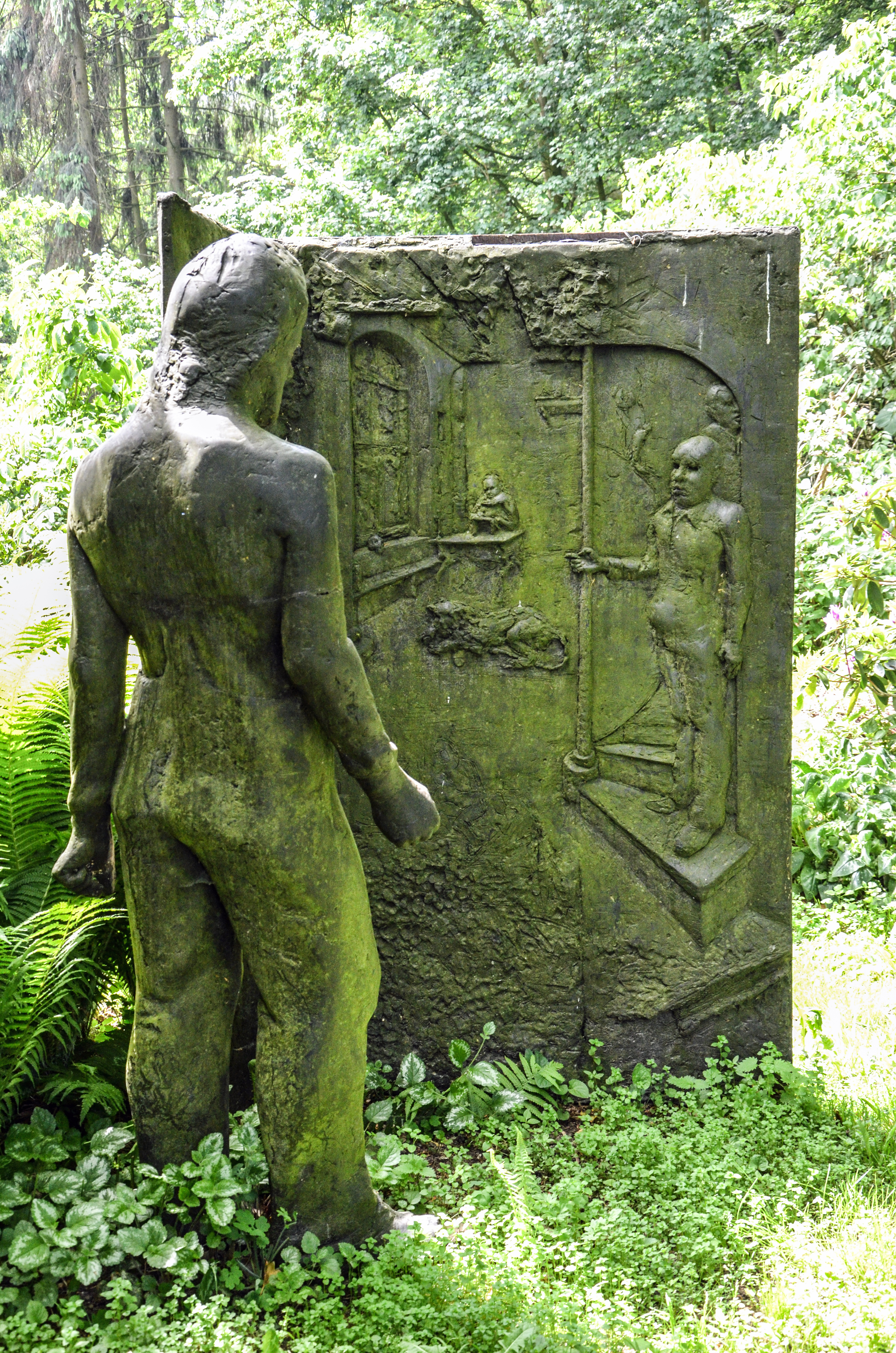
„Ein Schritt zum Verständnis“. Figur mit Reliefecke von Andreas Frömberg

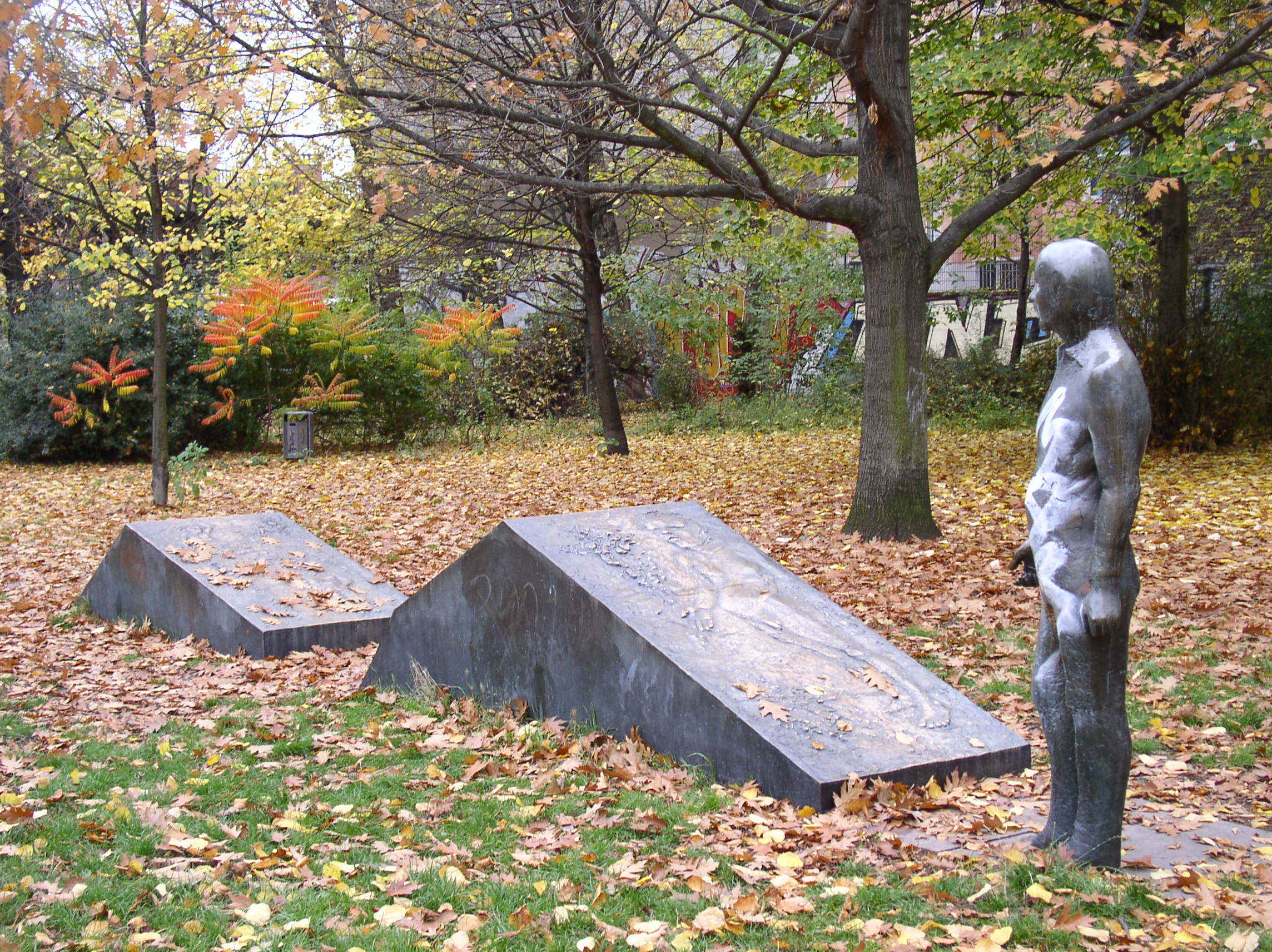
Stehende Figur vor Reliefkörpern (1987) im Kunstprojekt Menschenlandschaft Berlin

- lebensgroße Bronzeplastiken in Bremen-Vegesack, Bremen-Blumenthal, Berlin-Kreuzberg, Bassum und in Syke.
- 1987  Stehende Figur vor Reliefkörpern (im Kunstprojekt Menschenlandschaft Berlin, in Berlin-Kreuzberg zwischen Oberbaumstraße und dem May-Ayim-Ufer)
- 1994/95  Wächter (Skulptur; 1994) und  Stadtleben (Reliefkörper; 1995), in Syke (Hauptstraße)
- 1997 Bürgermeister Lienhop und sein Hund. (in Bassum vor der Kreissparkasse)
- 2000 Figur und Tafelrelief (Skulptur) in Twistringen an der St. Anna-Kirche; diese beiden zusammengehörenden Objekte verweisen auf die über 200-jährige, in dieser Form im norddeutschen Raum einmalige Strohverarbeitung im Kirchspiel Twistringen
- 2003  Der Wächter (in Bassum im Park der Freudenburg)

ohne Jahresangaben:
- Eckrelief (Reliefgestaltung) im Eingangsbereich der Sparkasse Bremen-Vegesack
- Die Lebensalter (Bremen-Blumenthal; in Erinnerung an Manfred Hausmann)